# Norbert Bartosek
Norbert Bartosek, né le 11 septembre 1902 à Marenberg (Slovénie, alors empire autrichien) et mort en 1959 à Buenos Aires (Argentine), est un docteur en médecine anarchiste, promoteur de la vasectomie dans les milieux libertaires,.

## Biographie
Au début des années 1930 en Autriche, avec son frère Klemens Bartosek, médecin et chef de clinique à Graz, il est l’inventeur d’une nouvelle méthode pour pratiquer la vasectomie (stérilisation masculine) qu'il met en pratique. Il est poursuivi par la justice pour « stérilisation non autorisée » et contraint de quitter le pays en 1932.
En 1933, il arrive en France après un passage en Espagne et trouve refuge à Lyon chez des militants anarchistes. C’est dans ce milieu libertaire et néomalthusien qu’il poursuit ses opérations et la promotion de la vasectomie.

## Le procès dit des «Stérilisés de Bordeaux»
Les 23 et 24 mars 1935, à la demande du « Groupe libertaire de Bordeaux », il pratique, au domicile du couple Andrée et André Prévotel, des vasectomies sur 15 hommes - dont Aristide Lapeyre et André Prévôtel - partisans de la contraception par la stérilisation masculine volontaire.
Les 30 et 31 mars, André Prévôtel est arrêté avec sa compagne Andrée et Aristide Lapeyre, Louis Harel le sera le 4 avril. Tous sont inculpés de complicité avec le docteur Bartosek.
Celui-ci fuit en Belgique, où il est arrêté et extradé vers la France.
Une intense campagne d'opinion est coordonnée par le « Comité de Défense Sociale de Bordeaux »,.
Après l'audience du 30 avril, le tribunal correctionnel de Bordeaux rend son verdict le 2 mai 1936, dans ce que la presse appelle l'« affaire des stérilisés de Bordeaux » ou « Affaire Bartosek » : le médecin autrichien est condamné à 3 ans de prison et 10 ans d’interdiction de séjour pour « castrations et violences », bien que la loi de 1920 qui réprime la contraception et sa promotion ne mentionne pas la vasectomie. Le tribunal se base sur l'article 316 du code pénal, qui réprime la castration et l'article 311 qui vise les violences, « coups et blessures volontaires », ce qui semble inadapté concernant une stérilisation volontaire.
La Cour d’appel se saisit du dossier le 1er juillet. Dans son arrêt du 8 juillet, elle confirme les motifs de la condamnation, mais diminue les peines, ramenant notamment celle de Bartosek à un an ferme, ce qui le fait libérer immédiatement, après 15 mois de détention préventive.
Le 1er juillet 1937, la Chambre criminelle de la Cour de cassation rend un arrêt confirmant celui de la Cour d’appel. La vasectomie est assimilée à des coups et blessures faits volontairement, avec préméditation, et « le fait que les victimes auraient consenti aux violences n’est pas exclusif de la préméditation ».
Bartosek retourne à Lyon puis cherche refuge, notamment en Suisse, où il passe quelque temps à Genève en 1938. Il y donne quelques conférences dans les milieux syndicaux.

## Œuvre
- La Stérilisation sexuelle, son importance eugénique, médicale, sociale, préf. Hem Day, Bruxelles, Pensée et action, 1937, (OCLC 36396008).

## Iconographie
- Catalogue général des éditions et collections anarchistes francophones : Un scandale judiciaire !, 1936.